# Hrvatski plivački savez
Hrvatski plivački savez je krovna hrvatska plivačka organizacija.
Međunarodni naziv za Hrvatski plivački savez je Croatian swimming federation.
Član je Svjetske organizacije vodenih športova (FINA) i Europske plivačke federacije (LEN).
Osnovan je 1939.
Savez je osnovao Plivačko učilište 04. veljače 2016. te njime i upravlja.
Sjedište saveza je na Trgu Krešimira Ćosića, u Zagrebu.

## Olimpijske igre
nakon 2021.
Posljednje finale: 2004. D. Draganja
Italic - hrvatski plivači koji su medalje osvojili za Jugoslaviju
| # | Plivač(ica)    | Zlato | Srebro | Bronca | Ukupno |
| - | -------------- | ----- | ------ | ------ | ------ |
| 1 | Đurđica Bjedov | 1     | 1      | 0      | 2      |
| 2 | Duje Draganja  | 0     | 1      | 0      | 1      |

## Svjetska prvenstva
nakon 2017.
Posljednja finala:
50m bazen: 2009. D. Draganja
25m bazen: 2008. D. Draganja i S. Jovanović
| Medalje | 50-metarski bazen | 50-metarski bazen | 50-metarski bazen | 50-metarski bazen | 50-metarski bazen | 50-metarski bazen | 50-metarski bazen | 50-metarski bazen | 50-metarski bazen | 50-metarski bazen | 50-metarski bazen | 50-metarski bazen | 50-metarski bazen | Ukupno |
| ------- | ----------------- | ----------------- | ----------------- | ----------------- | ----------------- | ----------------- | ----------------- | ----------------- | ----------------- | ----------------- | ----------------- | ----------------- | ----------------- | ------ |
| Medalje | Muškarci          | Muškarci          | Muškarci          | Muškarci          | Muškarci          | Žene              | Žene              | Žene              | Žene              | Žene              | Štafete           | Štafete           | Štafete           | Ukupno |
| Medalje | kraul             | leđno             | prsno             | leptir            | mješovito         | kraul             | leđno             | prsno             | leptir            | mješovito         | M                 | Ž                 | MIX               | Ukupno |
| Zlato   | 0                 | 0                 | \                 | \                 | \                 | \                 | \                 | \                 | \                 | \                 | \                 | \                 | \                 | 0      |
| Srebro  | 1                 | 1                 | \                 | \                 | \                 | \                 | \                 | \                 | \                 | \                 | \                 | \                 | \                 | 2      |
| Bronca  | 0                 | 0                 | \                 | \                 | \                 | \                 | \                 | \                 | \                 | \                 | \                 | \                 | \                 | 0      |

| Medalje | 25-metarski bazen | 25-metarski bazen | 25-metarski bazen | 25-metarski bazen | 25-metarski bazen | 25-metarski bazen | 25-metarski bazen | 25-metarski bazen | 25-metarski bazen | 25-metarski bazen | 25-metarski bazen | 25-metarski bazen | 25-metarski bazen | Ukupno |
| ------- | ----------------- | ----------------- | ----------------- | ----------------- | ----------------- | ----------------- | ----------------- | ----------------- | ----------------- | ----------------- | ----------------- | ----------------- | ----------------- | ------ |
| Medalje | Muškarci          | Muškarci          | Muškarci          | Muškarci          | Muškarci          | Žene              | Žene              | Žene              | Žene              | Žene              | Štafete           | Štafete           | Štafete           | Ukupno |
| Medalje | kraul             | leđno             | prsno             | leptir            | mješovito         | kraul             | leđno             | prsno             | leptir            | mješovito         | M                 | Ž                 | MIX               | Ukupno |
| Zlato   | 2                 | 1                 | \                 | 1                 | \                 | \                 | 1                 | \                 | \                 | \                 | \                 | \                 | \                 | 5      |
| Srebro  | 0                 | 1                 | \                 | 0                 | \                 | \                 | 0                 | \                 | \                 | \                 | \                 | \                 | \                 | 1      |
| Bronca  | 1                 | 0                 | \                 | 1                 | \                 | \                 | 1                 | \                 | \                 | \                 | \                 | \                 | \                 | 3      |

Broj u zagradi označava broj različitih stilova u kojima je plivač(ica) osvoji-o/la medalje (2-5).
| # | Plivač(ica)                  | Zlato | Srebro | Bronca | Ukupno |
| - | ---------------------------- | ----- | ------ | ------ | ------ |
| 1 | Duje Draganja, Gordan Kožulj | 0     | 1      | 0      | 1      |

| # | Plivač(ica)                    | Zlato | Srebro | Bronca | Ukupno |
| - | ------------------------------ | ----- | ------ | ------ | ------ |
| 1 | Duje Draganja (2)              | 2     | 0      | 2      | 4      |
| 2 | Sanja Jovanović                | 1     | 0      | 1      | 2      |
| 3 | Gordan Kožulj, Miloš Milošević | 1     | 0      | 0      | 1      |
| 4 | Marko Strahija                 | 0     | 1      | 0      | 1      |

## Europska prvenstva
7 Lip 2016
| Medalje | 50-metarski bazen | 50-metarski bazen | 50-metarski bazen | 50-metarski bazen | 50-metarski bazen | 50-metarski bazen | 50-metarski bazen | 50-metarski bazen | 50-metarski bazen | 50-metarski bazen | 50-metarski bazen | 50-metarski bazen | 50-metarski bazen | Ukupno1 | 25-metarski bazen | 25-metarski bazen | 25-metarski bazen | 25-metarski bazen | 25-metarski bazen | 25-metarski bazen | 25-metarski bazen | 25-metarski bazen | 25-metarski bazen | 25-metarski bazen | 25-metarski bazen | 25-metarski bazen | 25-metarski bazen | Ukupno2 |
| ------- | ----------------- | ----------------- | ----------------- | ----------------- | ----------------- | ----------------- | ----------------- | ----------------- | ----------------- | ----------------- | ----------------- | ----------------- | ----------------- | ------- | ----------------- | ----------------- | ----------------- | ----------------- | ----------------- | ----------------- | ----------------- | ----------------- | ----------------- | ----------------- | ----------------- | ----------------- | ----------------- | ------- |
| Medalje | slobodno          | slobodno          | leđno             | leđno             | prsno             | prsno             | leptir            | leptir            | mješovito         | mješovito         | štafete           | štafete           | štafete           | Ukupno1 | slobodno          | slobodno          | leđno             | leđno             | prsno             | prsno             | leptir            | leptir            | mješovito         | mješovito         | štafete           | štafete           | štafete           | Ukupno2 |
| Medalje | M                 | Ž                 | M                 | Ž                 | M                 | Ž                 | M                 | Ž                 | M                 | Ž                 | M                 | Ž                 | MIX               | Ukupno1 | M                 | Ž                 | M                 | Ž                 | M                 | Ž                 | M                 | Ž                 | M                 | Ž                 | M                 | Ž                 | MIX               | Ukupno2 |
| Zlato   | 0                 | 0                 | 2                 | 0                 | \                 | \                 | 0                 | 0                 | \                 | \                 | 0                 | \                 | \                 | 2       | 0                 | \                 | 3                 | 5                 | \                 | \                 | 3                 | \                 | 1                 | \                 | 0                 | \                 | \                 | 12      |
| Srebro  | 1                 | 2                 | 2                 | 1                 | \                 | \                 | 2                 | 1                 | \                 | \                 | 1                 | \                 | \                 | 10      | 2                 | \                 | 5                 | 3                 | \                 | \                 | 2                 | \                 | 1                 | \                 | 2                 | \                 | \                 | 15      |
| Bronca  | 3                 | 1                 | 2                 | 3                 | \                 | \                 | 1                 | 0                 | \                 | \                 | 1                 | \                 | \                 | 11      | 2                 | \                 | 2                 | 1                 | \                 | \                 | 1                 | \                 | 1                 | \                 | 5                 | \                 | \                 | 12      |

U kurzivu su hrvatski plivači koji su medalje osvajali za Jugoslaviju.
Broj u zagradi označava broj različitih stilova u kojima je plivač(ica) osvoji-o/la medalje (2-5).
| # |
| - |
| 1 |
| 2 |
| 3 |
| 4 |
| 5 |
| 6 |

| Plivač(ica)                                                                   | Zlato | Srebro | Bronca | Ukupno |
| ----------------------------------------------------------------------------- | ----- | ------ | ------ | ------ |
| Gordan Kožulj                                                                 | 2     | 2      | 0      | 4      |
| Mirjana Šegrt (2)                                                             | 0     | 3      | 0      | 3      |
| Duje Draganja (2)                                                             | 0     | 2      | 2      | 4      |
| Sanja Jovanović                                                               | 0     | 1      | 2      | 3      |
| Miloš Milošević                                                               | 0     | 1      | 1      | 2      |
| Eša Ligorio, Matea Samardžić, Marijan Stipetić, Marko Strahija, Boris Škanata | 0     | 0      | 1      | 1      |
| = 10                                                                          |       |        |        |        |

| # |
| - |
| 1 |
| 2 |
| 3 |
| 4 |
| 5 |
| 6 |

| Plivač(ica)                                                                   | Zlato | Srebro | Bronca | Ukupno |
| ----------------------------------------------------------------------------- | ----- | ------ | ------ | ------ |
| Gordan Kožulj                                                                 | 2     | 2      | 0      | 4      |
| Mirjana Šegrt (2)                                                             | 0     | 3      | 0      | 3      |
| Duje Draganja (2)                                                             | 0     | 2      | 2      | 4      |
| Sanja Jovanović                                                               | 0     | 1      | 2      | 3      |
| Miloš Milošević                                                               | 0     | 1      | 1      | 2      |
| Eša Ligorio, Matea Samardžić, Marijan Stipetić, Marko Strahija, Boris Škanata | 0     | 0      | 1      | 1      |
| = 10                                                                          |       |        |        |        |

| # |
| - |
| 1 |
| 2 |
| 3 |
| 4 |
| 5 |
| 6 |
| 7 |
| 8 |

| Plivač(ica)                      | Zlato | Srebro | Bronca | Ukupno |
| -------------------------------- | ----- | ------ | ------ | ------ |
| Sanja Jovanović                  | 5     | 3      | 1      | 9      |
| Miloš Milošević                  | 2     | 1      | 1      | 4      |
| Duje Draganja (2), Gordan Kožulj | 1     | 2      | 2      | 5      |
| Ante Mašković, Aleksej Puninski  | 1     | 1      | 0      | 2      |
| Miro Žeravica                    | 1     | 0      | 0      | 1      |
| Tomislav Karlo                   | 0     | 2      | 0      | 2      |
| Saša Imprić                      | 0     | 1      | 0      | 1      |
| Krešimir Čač                     | 0     | 0      | 1      | 1      |
| = 10                             |       |        |        |        |

| # |
| - |
| 1 |
| 2 |
| 3 |
| 4 |
| 5 |
| 6 |
| 7 |
| 8 |

| Plivač(ica)                      | Zlato | Srebro | Bronca | Ukupno |
| -------------------------------- | ----- | ------ | ------ | ------ |
| Sanja Jovanović                  | 5     | 3      | 1      | 9      |
| Miloš Milošević                  | 2     | 1      | 1      | 4      |
| Duje Draganja (2), Gordan Kožulj | 1     | 2      | 2      | 5      |
| Ante Mašković, Aleksej Puninski  | 1     | 1      | 0      | 2      |
| Miro Žeravica                    | 1     | 0      | 0      | 1      |
| Tomislav Karlo                   | 0     | 2      | 0      | 2      |
| Saša Imprić                      | 0     | 1      | 0      | 1      |
| Krešimir Čač                     | 0     | 0      | 1      | 1      |
| = 10                             |       |        |        |        |

### Štafete: 50m & 25m bazen
| \| # \| Plivač(ica) \| Zlato \| Srebro \| Bronca \| Ukupno \| \| ---- \| -------------------------------------------------------------------------------------------------------------- \| ----- \| ------ \| ------ \| ------ \| \| 1 \| Duje Draganja \| 0 \| 2 \| 2 \| 4 \| \| 2 \| Mario Todorović \| 0 \| 2 \| 1 \| 3 \| \| 3 \| Miloš Milošević \| 0 \| 1 \| 3 \| 4 \| \| 4 \| Alen Lončar \| 0 \| 1 \| 2 \| 3 \| \| 5 \| Tomislav Karlo, Aleksej Puninski, Vanja Rogulj \| 0 \| 1 \| 1 \| 2 \| \| 6 \| Mario Delač, Gordan Kožulj, Miro Žeravica \| 0 \| 1 \| 0 \| 1 \| \| 7 \| Marijan Kanjer \| 0 \| 0 \| 3 \| 3 \| \| 8 \| Bruno Barbić, Ante Mašković, Andrej Quinz, Marijan Stipetić, Mislav Stipetić, Branko Vidović, Miroslav Vučetić \| 0 \| 0 \| 1 \| 1 \| \| = 19 \| \| \| \| \| \| | Štafete 50-metarski bazen 4x200 slobodno Andrej Quinz, Marijan Stipetić, Mislav Stipetić, Branko Vidović (B) 4x100 mješovito Duje Draganja, Gordan Kožulj, Vanja Rogulj, Mario Todorović (S) 25-metarski bazen 4x50 slobodno Tomislav Karlo, Alen Lončar, Miloš Milošević, Miro Žeravica (S) Mario Delač, Duje Draganja, Alexei Puninski, Mario Todorović (S) Marijan Kanjer, Alen Lončar, Miloš Milošević, Miroslav Vučetić (B) Marijan Kanjer, Alen Lončar, Miloš Milošević, ?? (B) Bruno Barbić, Duje Draganja, Alexei Puninski, Mario Todorović (B) 4x50 mješovito Duje Draganja, Tomislav Karlo, Ante Mašković, Vanja Rogulj (B) Marijan Kanjer, Miloš Milošević, ??, ?? (B) |       |        |        |        |
| # | Plivač(ica) | Zlato | Srebro | Bronca | Ukupno |
| 1 | Duje Draganja | 0     | 2      | 2      | 4      |
| 2 | Mario Todorović | 0     | 2      | 1      | 3      |
| 3 | Miloš Milošević | 0     | 1      | 3      | 4      |
| 4 | Alen Lončar | 0     | 1      | 2      | 3      |
| 5 | Tomislav Karlo, Aleksej Puninski, Vanja Rogulj | 0     | 1      | 1      | 2      |
| 6 | Mario Delač, Gordan Kožulj, Miro Žeravica | 0     | 1      | 0      | 1      |
| 7 | Marijan Kanjer | 0     | 0      | 3      | 3      |
| 8 | Bruno Barbić, Ante Mašković, Andrej Quinz, Marijan Stipetić, Mislav Stipetić, Branko Vidović, Miroslav Vučetić | 0     | 0      | 1      | 1      |
| = 19 | |       |        |        |        |

## Europske igre
| # | Plivač(ica)    | Zlato | Srebro | Bronca | Ukupno |
| - | -------------- | ----- | ------ | ------ | ------ |
| 1 | Nikola Obrovac | 0     | 1      | 0      | 1      |

## FINA Svjetski kup
FINA Swimming World Cup; održava se u 25-metarskim bazenima; Od 1989. do 1999. ukupna pobjeda se dodjeljivala u kategorijama sprint slobodno, daljinski slobodno, leđno, prsno, leptir, mješovito. Od 2000. do 2001. ukupna pobjeda se dodjeljivala u svakoj disciplini. Od 2002. do 2006. ukupna pobjeda se dodjeljivala na osnovu, jednog, najboljeg vremena ostvarenog na nekom od natjecanja SK u jednoj od disciplina, koji se zatim prema FINI-noj tablici bodova preračunavao u bodove. Od 2007. do 2012. koristio se dotadašnji sustav, ali sada za rangiranje plivača na svakom natjecanju SK te bi prvih deset muških i ženskih dobilo bodove koji su se zatim zbrajali za određivanje ukupnog pobjednika. Od 2013. nadalje koristi se sustav sličan prethodnom, ali u obzir se uzima više parametara.
Ukupne pobjede
| Plivač(ica)    | Pobjede | Top3 | Stil/pobjede           |
| -------------- | ------- | ---- | ---------------------- |
| Tomislav Karlo | 1       | 5    | leđno 50m              |
| Gordan Kožulj  | 2       | 2    | leđno 100m, leđno 200m |
| Krešimir Čač   | 0       | 1    |                        |
| Marko Strahija | 0       | 1    |                        |

Pobjede u SK
od sezone 2001-02 do 2017
Pobjednici na barem jednom natjecanju.

bold - aktivni
| Plivač(ica)     | Pobjede | Postolja | Stil/pobjede |
| --------------- | ------- | -------- | ------------ |
| Sanja Jovanović | 2       |          | leđno        |
| Tomislav Karlo  | 17      |          | leđno        |
| Gordan Kožulj   | 2       |          | leđno        |
| Ante Mašković   | 2       |          | leđno        |

## Međunarodna plivačka liga
International Swimming League (ISL); pokrenuta 2019.

## Mediteranske igre (pojedinačno)
Barem jedna pobjeda.

Broj u zagradi označava broj različitih stilova u kojima je plivač(ica) osvoji-o/la medalje.
| Plivač(ica)         | Pobjede | Postolja | Stil/pobjede |
| ------------------- | ------- | -------- | ------------ |
| Hrvoje Barić        | 1       | 1        | leptir       |
| Ana Boban (2)       | 1       | 2        | slobodni     |
| Sanja Jovanović (3) | 1       | 6*       | leđno        |
| Nenad Kuriđa        | 1       | 1        | leptir       |
| Nenad Miloš         | 1       | 2        | leđno        |
| Miloš Milošević     | 1       | 2        | leptir       |
| Vanja Rogulj        | 1       | 1        | prsno        |
| Marko Strahija      | 1       | 2        | leđno        |
| Mario Todorović     | 1       | 1        | leptir       |

* najviše postolja

## International Swimming Hall of Fame
- Đurđica Bjedov

## Svjetski rekorderi
28 velj 2017.
| Plivač(ica) | Plivač(ica)     | Σ  | Pojedinačno | Pojedinačno | Pojedinačno | Pojedinačno | Pojedinačno | Pojedinačno | Pojedinačno | 4x | Discipline    |
|             |                 | Σ  | 50m         | 25m         | S           | L           | P           | D           | M           | 4x | Discipline    |
| ----------- | --------------- | -- | ----------- | ----------- | ----------- | ----------- | ----------- | ----------- | ----------- | -- | ------------- |
| M           | Duje Draganja   | 1x | —           | 1x          | 1x          | —           | —           | —           | —           | —  | slobodno: 50m |
| Ž           | Sanja Jovanović | 4x | —           | 4x          | —           | 4x          | —           | —           | —           | —  | leđno: 50m    |
| M           | Gordan Kožulj   | 1x | —           | 1x          | —           | 1x          | —           | —           | —           | —  | leđno: 200m   |
| M           | Miloš Milošević | 1x | —           | 1x          | —           | —           | —           | 1x          | —           | —  | leptir: 50m   |

| Štafete | Σ  | Bazen | Bazen | Discipline |
| Štafete | Σ  | 50m   | 25m   | Discipline |
| ------- | -- | ----- | ----- | ---------- |
| M       | 0x | —     | —     |            |
| Ž       | 0x | —     | —     |            |
| Mix     | 0x | X     | —     |            |

## Nacionalni rekordi
20 - 10 -  2022
| WR | Svjetski rekord                               |
| ER | Europski rekord                               |
|    | Olimpijske discipline                         |
|    | rezultati koji nisu niti u istoj minuti sa WR |

| Disciplina       | Disciplina | 50-metarski bazen                 | 50-metarski bazen           | 25-metarski bazen      | 25-metarski bazen          |
| ---------------- | ---------- | --------------------------------- | --------------------------- | ---------------------- | -------------------------- |
| Disciplina       | Disciplina | muškarci                          | žene                        | muškarci               | žene                       |
| stil/tehnika     | daljina    | muškarci                          | žene                        | muškarci               | žene                       |
|                  |            |                                   |                             |                        |                            |
| slobodno (kraul) | 50m        | 21.29 Duje Draganja               | 25.28 Jana Pavalić          | 20.70 Duje Draganja    | 24.87 Monika Babok         |
| slobodno (kraul) | 100m       | 48.18 Duje Draganja               | 56.09 Jana Pavalić          | 46.08 Duje Draganja    | 54.51 Monika Babok         |
| slobodno (kraul) | 200m       | 1:48.57 Dominik Straga            | 2:01.95 Sanja Jovanović     | 1:44.24 Dominik Straga | 1:59.21 Petra Banović      |
| slobodno (kraul) | 400m       | 3:49.32 Marin Mogić               | 4:19.18 Matea Samardžić     | 3:46.24 Marin Mogić    | 4:11.79 Matea Sumajstorčić |
| slobodno (kraul) | 800m       | 7:45.92 Franko Grgić              | 8:46.49 Matea Sumajstorčić  | 7:55.65 Franko Grgić   | 8:32.46 Matea Sumajstorčić |
| slobodno (kraul) | 1500m      | 14:46.09 Franko Grgić             | 16:47.14 Matea Sumajstorčić | 14:53.18 Franko Grgić  | 16:26.73 Klara Bošnjak     |
| slobodno (kraul) | 100 jardi  | 42.99 Jere Hribar                 |                             |                        |                            |
| slobodno (kraul) | 4x50m      | —                                 | —                           | 1:23.18                | 1:41.69                    |
| slobodno (kraul) | 4x100m     | 3:18.25                           | 3:51.13                     | 3:11.49                | 3:44.20                    |
| slobodno (kraul) | 4x200m     | 7:29.96                           | 8:29.45                     | 7:13.73                | 8:14.11                    |
| slobodno (kraul) | 4x50m      | —                                 | —                           | n/a                    | n/a                        |
| slobodno (kraul) | 4x100m     | n/a                               | n/a                         | —                      | —                          |
|                  |            |                                   |                             |                        |                            |
| leđno            | 50m        | 25.62 Gordan Kožulj, Roko Šimunić | 28.05 Sanja Jovanović       | 23.69 Ante Cvitković   | 25.70 ER Sanja Jovanović   |
| leđno            | 100m       | 54.67 Marko Strahija              | 1:00.42 Matea Samardžić     | 51.09 Anton Lončar     | 56.87 Sanja Jovanović      |
| leđno            | 200m       | 1:57.47 Gordan Kožulj             | 2:08.77 Matea Samardžić     | 1:51.62 Gordan Kožulj  | 2:07.46 Matea Samardžić    |
|                  |            |                                   |                             |                        |                            |
| prsno            | 50m        | 27.27 Nikola Obrovac              | 31.04 Ema Rajić             | 26.57 Saša Gerbec      | 31.02 + Meri Mataja        |
| prsno            | 100m       | 1:01.18 Nikola Obrovac            | 1:08.17 + Ema Rajić         | 58.63 Vanja Rogulj     | 1:07.14 + Ana Radić        |
| prsno            | 200m       | 2:16.80 Lovro Bilonić             | 2:27.72 + Ana Blažević      | 2:09.22 Luka Škugor    | 2:22.51 + Ana Radić        |
|                  |            |                                   |                             |                        |                            |
| leptir / dupin   | 50m        | 23.03 Duje Draganja               | 26.50 Jana Pavalić          | 22.63 Aleksej Puninski | 26.34 Jana Pavalić         |
| leptir / dupin   | 100m       | 51.42 Dominik Straga              | 59.74 Amina Kajtaz          | 50.23 Nikola Miljenić  | 59.16 Jana Pavalić         |
| leptir / dupin   | 200m       | 1:59.45 + Filip Zelić             | 2:15.20 Sanja Jovanović     | 1:54.71 + Nikša Roki   | 2:11.43 Lorena Jerebić     |
|                  |            |                                   |                             |                        |                            |
| mješovito        | 100m       | —                                 | —                           | 51.20 Duje Draganja    | 1:00.99 Sanja Jovanović    |
| mješovito        | 200m       | 2:00.91 Nikša Roki                | 2:15.30 + Ana Radić         | 1:56.59 Nikša Roki     | 2:10.54 + Ana Radić        |
| mješovito        | 400m       | 4:21.60 + Nikša Roki              | 4:39.41 Matea Samardžić     | 4:14.70 + Saša Imprić  | 4:40.30 Ana Radić          |
| mješovito        | 4x50m      | —                                 | —                           | 1:33.48                | 1:51.08                    |
| mješovito        | 4x100m     | 3:36.32                           | 4:15.93                     | 3:29.51                | 4:06.81                    |
| mješovito        | 4x50m      | —                                 | —                           | n/a                    | n/a                        |
| mješovito        | 4x100m     | n/a                               | n/a                         | —                      | —                          |

Najstariji pojedinačni rekordi
50m bazen
200m prsno Mirne Jukić, 2001.
25m bazen
200m i 400m slobodno Petre Banović, 2004.

## Popis finalista na Olimpijskim igrama
nakon 2016.

nepotpun popis
Pojedinačno (6)
Duje Draganja (3), Đurđica Bjedov, Mirjana Šegrt (2), Gordan Kožulj, Marijan Stipetić, Boris Škanata (1)
Štafete (1)
Vanja Ilić, Janko Puhar, Marijan Stipetić, Branko Vidović (1)

## Ostalo
Najviše nastupa na OI kod žena imaju Sanja Jovanović i Smiljana Marinović (3), a kod muškaraca Gordan Kožulj (4).
Prvi članak o plivanju u Hrvatskoj objavio je u mjesečniku Gimnastika Franjo Hochman 1893.
Na riječkoj Kantridi održano je 1906. prvo međunarodno plivačko natjecanje u Hrvatskoj.
"Plivački klub" u Zagrebu bio je osnovan 1910. i prva je plivačka organizacija u Hrvatskoj iako se plivanje prakticiralo i u samoborskom Akademskom športskom klubu Šišmiš. Prvi međunarodni nastup hrvatskog plivača bio je nastup Đorđa Medakovića na međunarodnom natjecanju u Karlovyim Varyma 1911.
Na Olimpijskim igrama medalje su osvojili Paulo Radmilovic (zlato kao dio štafete Velike Britanije 1908.) i Mirna Jukić (bronca za Austriju 2008.). Na Svjetskim prvenstvima u velikim ili malim bazenima medalje su osvojili Mirna Jukić i Dinko Jukić (za Austriju).

### Najbolji rezultat sezone
kraj 2017.
nepotpuni podaci
| Plivač(ica)     | # | Disciplina | Disciplina |
| --------------- | - | ---------- | ---------- |
| Sanja Jovanović | 3 | 25m        | leđno 50m  |
| Gordan Kožulj   | 1 | 25m        | leđno 200m |
| Miloš Milošević | 1 | 25m        | leptir 50m |

Mlađe kategorije na svjetskim natjecanjima
nakon 2019.
Natjecanja se održavaju u 50m bazenu.
| Natjecanje | Spol    |   |   |   | Ukupno |
| ---------- | ------- | - | - | - | ------ |
| SP Junior  | M       | 2 | 1 | 1 | 4      |
| SP Junior  | Ž       | 0 | 0 | 0 | 0      |
| SP Junior  | štafete | 0 | 0 | 0 | 0      |
|            |         |   |   |   |        |
| OIM        | M       | 2 | 0 | 0 | 0      |
| OIM        | Ž       | 0 | 0 | 0 | 0      |

### Međunarodna natjecanja u Hrvatskoj
| Turniri s barem 15 izdanja ili 1. turniri svoje vrste u Hrvatskoj ili turniri posebni u europskim razmjerima | Turniri s barem 15 izdanja ili 1. turniri svoje vrste u Hrvatskoj ili turniri posebni u europskim razmjerima | Turniri s barem 15 izdanja ili 1. turniri svoje vrste u Hrvatskoj ili turniri posebni u europskim razmjerima | Turniri s barem 15 izdanja ili 1. turniri svoje vrste u Hrvatskoj ili turniri posebni u europskim razmjerima | Turniri s barem 15 izdanja ili 1. turniri svoje vrste u Hrvatskoj ili turniri posebni u europskim razmjerima | Turniri s barem 15 izdanja ili 1. turniri svoje vrste u Hrvatskoj ili turniri posebni u europskim razmjerima | Turniri s barem 15 izdanja ili 1. turniri svoje vrste u Hrvatskoj ili turniri posebni u europskim razmjerima |
| Tip | Naziv natjecanja                                                                                             | Lokacija | 1. izdanje                                                                                                   | Zadnje izdanje                                                                                               | Bilješke | |
| --- | --- | --- | --- | --- | --- | --- |
| | FINA Svjetske plivačke serije u Hrvatskoj                                                                    | više | 2019. | održava se povremeno                                                                                         | | |
| | Međunarodni plivački miting Kupom uzvodno                                                                    | Brod na Kupi                                                                                                 | 2005. | održava se                                                                                                   | u rijeci su postavljene plivačke staze; glavna disciplina je 25m uzvodno slobodnim stilom;                   | |
| | Međunarodni plivački miting Mladost                                                                          | Zagreb | 1973. | održava se                                                                                                   | | |
| | Međunarodni plivački miting Primorje–Sv.Vid                                                                  | Rijeka | 1988. | održava se                                                                                                   | | |
| | Međunarodni plivački miting Zlatni medvjed                                                                   | Zagreb | 1986. | održava se                                                                                                   | [ 6 ] | |
| sinkro | Primorje Synchro Cup                                                                                         | Rijeka | 2001. | održava se                                                                                                   | [ 7 ] | |

## Vanjske poveznice
- Hrvatski plivački savez
- swimrankings baza podataka
- SwimSwam
- ISL